# The Penthouse: War in Life
The Penthouse: War in Life er en sydkoreansk tv-drama/serie på 21 episoder. Hovedrollerne spilles af henholdsvis Lee Ji-ah (Shim Su-ryeon), Kim So-yeon (Cheon Seo-jin), Eugene (Oh Yoon-hee), Um Ki-joon (Joo Dan-tae), Park Eun-seok (Gu Ho-dong/Logan Lee) og Yoon Jong-hoon - Ha Yoon-cheol).